# Microrregión de Barbacena
La microrregión de Barbacena es una de las microrregiones del estado brasilero de Minas Gerais perteneciente a la mesorregión Campo das Vertentes. Su población fue estimada en 2006 por el IBGE en 219.556 habitantes y está dividida en doce municipios. Posee un área total de 3.360,771 km².

## Municipios
- Alfredo Vasconcelos
- Antônio Carlos
- Barbacena
- Barroso
- Capela Nova
- Caranaíba
- Carandaí
- Desterro do Melo
- Ibertioga
- Ressaquinha
- Santa Bárbara do Tugúrio
- Senhora dos Remédios

- Datos: Q2455638